# Бою (Хунедоара)
Бою (рум. Boiu) — село у повіті Хунедоара в Румунії. Входить до складу комуни Раполту-Маре.
Село розташоване на відстані 282 км на північний захід від Бухареста, 18 км на схід від Деви, 103 км на південь від Клуж-Напоки, 149 км на схід від Тімішоари.

## Населення
За даними перепису населення 2002 року у селі проживали 197 осіб, з них 193 особи (98,0%) румунів. Усі жителі села рідною мовою назвали румунську.